# Iris longipetala
Iris longipetala är en irisväxtart som beskrevs av Herb.. Iris longipetala ingår i släktet irisar, och familjen irisväxter. Inga underarter finns listade i Catalogue of Life.